# Jorge Antonio Bello
Jorge Antonio Bello (Capacho Viejo, Estado Táchira, Venezuela 23 de febrero de 1865-Puerto Cabello, Carabobo, Venezuela 18 de noviembre de 1918) fue un militar y revolucionario liberal venezolano que participó en la Revolución Liberal Restauradora y en la defensa del Castillo de San Carlos de la Barra durante el bloqueo naval a Venezuela de 1902. Falleció durante la pandemia de gripe de 1918 en Venezuela.